# SV Pfeil 05 Leipzig
SV Pfeil 05 Leipzig is een Duitse voetbalclub uit Leipzig, Saksen.

## Geschiedenis
De club werd in 1905 opgericht als FC Pfeil Wahren. Tot 1922 was Wahren een zelfstandige gemeente en daarna werd het een deelgemeente van Leipzig en werd de naam gewijzigd in SV Pfeil 05 Leipzig.
Na de Tweede Wereldoorlog werden alle Duitse voetbalclubs ontbonden. Pfeil werd niet meer heropgericht.